# Petre Tobă
Petre Tobă (n. 18 iunie 1964, București, România) este un ofițer român de poliție care a îndeplinit funcția de ministru al Afacerilor Interne în cabinetul Cioloș între 17 noiembrie 2015 și 1 septembrie 2016.

## Controverse
Demisia sa a survenit în contextul în care Direcția Națională Anticorupție (DNA) ancheta posibile fapte de corupție în Direcția de Informații și Protecție Internă (DIPI), un serviciu secret al Ministerului de Interne. Procurorii DNA au cerut urmărirea penală a ministrului întrucât a refuzat declasificarea unor documente care, în opinia DNA, nu ar trebui să fie clasificate.
Prim-ministrul Cioloș i-a cerut demisia pentru a proteja „moralitatea și integritatea” Guvernului în condițiile în care justiția urmează să se pronunțe asupra cererii DNA.
Mai mulți ofițeri ai serviciului secret al Internelor, DIPI, au fost filați de colegii lor, fiind bănuiți că au colaborat cu DNA. Întreaga operațiune de filaj a fost realizată la ordinul fostului șef al DIPI, Gheorghe Nicolae, și avizată de fostul ministru de Interne, Petre Tobă.